# Ла-Румороса
Ла-Румороса (исп. La Rumorosa) — посёлок в Мексике, штат Нижняя Калифорния, входит в состав муниципалитета Текате. Численность населения, по данным переписи 2020 года, составила 81 059 человек.

## Общие сведения
Вблизи посёлка расположена археологическая зона Эль-Вальесито.